# بوکوز طلایی

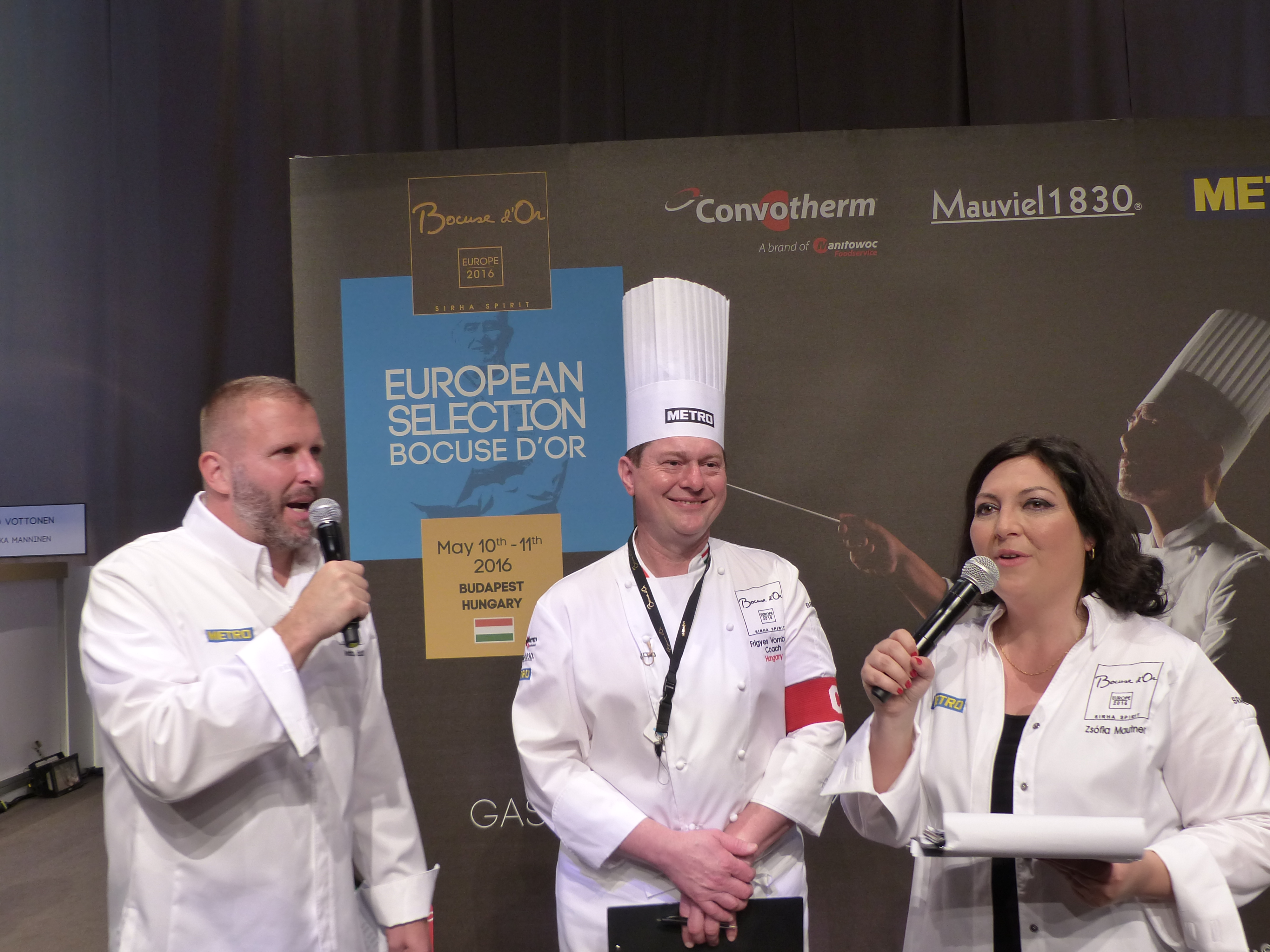
کنکور آشپزی جهان

بوکوز طلایی (انگلیسی: Bocuse d'Or) یا کنکور آشپزی جهان (فرانسوی: Concours mondial de la cuisine‎) یک مسابقهٔ دوسالانهٔ جهانی آشپزی است. این رویداد که به نام سرآشپز پل بوکوز نامگذاری شده‌است، در طی دو روز، در نزدیکی پایان ژانویه در نمایشگاه بین‌المللی هتلداری و تجارت غذا در لیون، فرانسه برگزار می‌شود. بوکوز طلایی یکی از معتبرترین رقابت‌های آشپزی جهان است.